# Beni Chebana
Beni Chebana ou Aït Chebana est une commune de la wilaya de Sétif en Algérie.

## Géographie
Cette commune est située à 250 km d'Alger et à 90 km de Sétif. Celle-ci occupe une superficie de 106 km2 soit 10 600 hectares.
| Aït Maouche (Béjaïa) | Beni Mouhli    | Bousselam   |
| Aït Maouche (Béjaïa) | Beni Chebana   | Bousselam   |
| Beni Ourtilane       | Beni Ourtilane | Draa Kebila |

C'est une ville de campagne et de villégiatures arpentés de plusieurs sentiers.

## Histoire
Dénommée auparavant Ath Chebana, la commune porte le nom de Beni Chebana depuis 1970.